# 梶浦桂司
梶浦 桂司（かじうら けいじ、1967年7月19日 - 2012年9月16日）は、日本の法学者。元札幌大学教授。元北海学園大学非常勤講師。専門は、会社法・一般社団法人法・一般財団法人法。特に、企業結合をめぐる法律関係やドイツ商法を研究していた。青森県弘前市出身。永井和之門下。

## 略歴
- 函館ラ・サール中学校・高等学校卒業
- 1992年3月 - 中央大学法学部法律学科2部卒業
- 2000年3月 - 中央大学大学院法学研究科博士課程単位取得退学
- 2000年4月 - 札幌大学法学部法学科講師
- 2003年4月 - 札幌大学法学部法学科助教授
- 2005年 - ドイツ・ハンブルク大学法学部客員教授（ - 2007年）
- 2007年4月 - 札幌大学法学部法学科准教授
- 2010年4月 - 札幌大学法学部法学科教授
- 2012年4月 - 札幌大学就職部長
- 2012年 - 9月に急逝する

## 業績
- 『ドイツ企業法判例の展開』（共著、中央大学出版部、1996年）
- 『続　ドイツ企業法判例の展開』（共著、中央大学出版部、1998年）
- 『企業法と金融・会計』（共著、中央経済社、2000年）
- 『企業再編と商法改正』（共著、中央経済社、2000年）
- 『企業再編における親子会社の形成と親会社取締役の責任』（法学新報、2001年）
- 『後者の抗弁の可否』（札幌法学、2003年）
- 『一般社団法人・財団法人の法務と税務』（財経詳報社、2008年）

などがある。